# Hüllhorst

Localisation de Hüllhorst dans l'arrondissement de Minden-Lübbecke

Hüllhorst est une commune de Rhénanie-du-Nord-Westphalie (Allemagne), située dans l'arrondissement de Minden-Lübbecke, dans le district de Detmold, dans le Landschaftsverband de Westphalie-Lippe.

## Évolution démographique
| Année      | 1818 | 1837 | 1885 | 1905 | 1925 | 1933 | 1950 | 1961 | 1975  | 1985  | 1995  | 2005  |
| ---------- | ---- | ---- | ---- | ---- | ---- | ---- | ---- | ---- | ----- | ----- | ----- | ----- |
| Population | 476  | 676  | 721  | 1006 | 1109 | 1164 | 1515 | 1461 | 11154 | 10953 | 12657 | 13655 |

## Économie
- Wortmann, entreprise

## Jumelage
- Ingelmunster (Belgique) depuis 1979